# Грете Вайтц
Грете Вайтц (норв. Grete Waitz; дошлюбне прізвище — Андерсен (норв. Andersen); нар. 1 жовтня 1953 — пом. 19 квітня 2011) — норвезька легкоатлетка, яка спеціалізувалася на бігу на середні та довгі дистанції, а пізніше — на марафонському бігу.

## Спортивні досягнення
Срібна призерка олімпійських змагань з марафонського бігу (1984). Не вдалось дістатись фінішу в іншому олімпійському марафонському забігу (1988). Учасниця двох олімпійських змагань з бігу на 1500 метрів — у 1972 не вдалось пройти далі попереднього забігу, а у 1976 зупинилась на півфінальній стадії.
Чемпіонка світу з марафонського бігу (1983).
П'ятиразова чемпіонка світу з кросу (1978, 1979, 1980, 1981, 1983). Дворазова бронзова призерка чемпіонатів світу з кросу (1982, 1984).
Переможниця Кубка світу з бігу на 3000 метрів (1977). Була також другою у бігу на 3000 метрів на іншому Кубку світу (1979).
Бронзова призерка чемпіонатів Європи з бігу на 1500 метрів (1974) та 3000 метрів (1978). Фіналістка (5-е місце) змагань з бігу на 1500 метрів на чемпіонаті Європи (1978).
Дев'ять разів перемагала на Нью-Йоркському марафоні (1978, 1979, 1980, 1982, 1983, 1984, 1985, 1986, 1988). Дворазова переможниця Лондонського марафону (1983, 1986). Переможниця Стокгольмського марафону (1988).
33-разова чемпіонка Норвегії:
- 6 титулів з бігу на 800 метрів (1971, 1973, 1974, 1975, 1976, 1977);
- 8 титулів з бігу на 1500 метрів (1971, 1973, 1974, 1975, 1976, 1977, 1978, 1979);
- 5 титулів з бігу на 3000 метрів (1973, 1978, 1979, 1980, 1981);
- 14 титулів з кросового бігу: 1,5 км (1972, 1973, 1974, 1975), 4 км (1976, 1977, 1978, 1979, 1980, 1981, 1983), 10 км (1976, 1977, 1982).

Чемпіонка Норвегії в приміщенні з бігу на 800 метрів (1972).
Ексрекордсменка світу з бігу на 3000 метрів — 8.46,6h (1975) та 8.45,4h (1976).
Чотири рази покращувала вище світове досягнення з марафонського бігу — 2:32.29,8 (1978), 2:27.32,6 (1979), 2:25.41,3 (1980) та 2:25.28,7 (1983).

## Визнання
- Введена до Зали слави Світової легкої атлетики (2013)
- У норвезькому павільйоні Дісней Ворлд у Флориді встановлена статуя Грети Вайтц[4].
- У Нью-Йорку у пам'ять про Грету Вайтц організовується щорічний шосейний забіг на 10 км — Grete's Great Gallop[5].
- В Осло перед входом до стадіону Біслетт встановлена статуя Грети Вайтц.

### Нагороди
- Медаль Святого Олафа (1981)
- Медаль Святого Халлварда[no] (1989)
- Кавалер I класу Ордена Святого Олафа (2008)